# Sugar (That Sugar Baby O’ Mine)
Sugar (That Sugar Baby O’ Mine) ist ein Lied, das Maceo Pinkard, Edna Alexander und Sidney Mitchell verfassten und 1927 veröffentlichten.

## Hintergrund und erste Aufnahmen
Maceo Pinkard schrieb den Song Sugar mit seiner Frau Edna Alexander und dem Liedtexter Sidney Mitchell; Ethel Waters nahm den Song am 20. Februar 1926 für Columbia auf, wobei sie von Pinkard am Piano begleitet wurde. Das Paul Whiteman Orchestra kam 1928 mit Sugar in die US-Charts (#19). Zu den weiteren Musikern, die den Song ab 1926 coverten, gehörten Adrian Rollini, Louis Armstrong, Earl Hines, Fats Waller, Bing Crosby, Benny Goodman, Count Basie und Fletcher Henderson.

## Spätere Coverversionen
Von den zahlreichen Coverversionen des Lieds sind die Aufnahmen des Benny Goodman Quartetts, Billie Holiday, Peggy Lee, Jo Stafford, Stanley Turrentine und Teddy Wilson hervorzuheben. Vic Damone kam mit Sugar 1953 in die US-Charts (#13). Gene Krupa nahm eine von Gerry Mulligan arrangierte Version auf. Als Instrumentalnummer fand Sugar 1940 Verwendung in dem Film Second Chorus (Regie H. C. Potter), in späteren Jahren auch in Filmen wie Pete Kelly’s Blues (1955, gesungen von Peggy Lee, begleitet von Matty Matlock’s Dixielanders), in der Woody Allen Komödie Stardust Memories (1980), Gorillas in the Mist (1988) und Capote (2005).